# 鳥装戦士トリート
鳥装戦士トリート（ちょうそうせんしトリート）は、コウノトリがモチーフのローカルヒーローである。

## 概要
人々を不幸へ落とすミゼラブルと呼ばれる敵に立ち向かう。名前の由来は「鳥」と、幸せを与えるという意味を込めて英語の「treat(とりーと)」から。
学生映画制作のために造られ、現在はKDUヒーローズの一員として兵庫県を中心に活動している。2014年6月15日の明石イオンでのショーでデビューした。

## キャラクター
鳥装戦士トリート
グルックコーポレーションが開発した幸せを提供するヒーロー。コウノトリがモチーフ。人々の幸せを運び守るのが使命。あらゆる鳥の力を借りることができ、空が飛べる。装着により変身する。スーツは白を基調としたデザインで、10個のハートマークがあしらわれている。一人称は俺。KDUヒーローズでは次元戦士オルファムと仲が良い。上下関係を大切にしており、目上の者には「先輩」、目下の者には「くん」などをつけて呼ぶ。
武器と技
ハピネスブレード：(必殺技)ハピネススラッシュ！
ミゼラブル
人々を不幸へ落とす怪人。複数存在する。人間体があり、普段人間に紛れて潜んでいる。彼らの企みは謎。
- ズィーベン・ミゼラブル：戦車のようなパワーを持ち、銃を使って遠距離攻撃を仕掛ける強力な敵。人間体はガタイがよく荒っぽい。
- ノイン・ミゼラブル：戦略的でミステリアス。

## ショー出演
- 2014年6月15日 - 明石イオン（デビュー）
- 2014年9月27日 - 神戸ジャスティス

## 記事
- UNN関西学生報道連盟 vol.329（2016年10月30日）[7]